# جان هورتاس
جان هورتاس (به انگلیسی: Jon Huertas) با نام تولد جاناتان ویلیام اسکات هافستد (به انگلیسی: Jonathan William Scott Hofstedt) (زاده ۱۲ اوت ۱۹۹۰) بازیگر آمریکایی است.
از کارهای معروف او می‌توان به بازی در فیلم دختر زندانی اشاره کرد.

## فیلم‌شناسی
فهرست برخی از فیلم‌هایی که جان هورتاس در آن‌ها به ایفای نقش پرداخته است:
- تصمیم اداری-۱۹۹۶
- چرا احمق‌ها عاشق می‌شوند-۱۹۹۸
- اوگی رز-۲۰۰۰
- برداشتن قطعات-۲۰۰۰
- حشره-۲۰۰۲
- بورلی هیلز چی‌واوا ۲-۲۰۱۱
- انباری-۲۰۱۲
- دختر زندانی-۲۰۲۲
- سابرینا جادوگر نوجوان (مجموعه تلویزیونی)
- نسل‌کشی (مجموعه تلویزیونی)
- این ما هستیم (مجموعه تلویزیونی)